# Ictíneo I
L'Ictíneo I est un sous-marin inventé par le savant catalan Narcís Monturiol i Estarriol.
Il est considéré comme l'ancêtre des sous-marins et le prototype de son célèbre successeur, l'Ictíneo II.

## Caractéristiques
D'une longueur de 7 m, d'une largeur de 2,5 m de largeur et d'une profondeur de 3,5 m, il est destiné à l'origine à faciliter la récolte de coraux, à la suite du séjour de Monturiol à Cadaqués où il étudie les difficiles conditions de travail des pêcheurs du cap de Creus.
De forme sphérique, le submersible a une capacité de 7 m3. Sa forme particulière lui donne le surnom de « bateau-poisson ». Le bateau est actionné par un équipage de quatre personnes.

## Inauguration
Enregistré sous le code 164988DHRA, sa plongée inaugurale a lieu en septembre 1859 dans le port de Barcelone.
Le projet engendre l'enthousiasme populaire, malgré le manque de support de gouvernement espagnol. La souscription organisée pour le mener à bien fait état de 300 000 pesetas qui permettent, par la suite, de développer le nouveau projet de Monturiol et de La Navegación Submarina : l'Ictíneo II, une version améliorée qui fera date dans l'histoire des submersibles.

## Postérité
Une réplique du sous-marin est présentée dans le Musée maritime de Barcelone, et son inventeur, Narcis Monturiol, est désormais reconnu et célébré en Catalogne.